# 哈罗德-多马模型
哈罗德-多马模型（Harrod-Domar model），即哈罗德－多马经济增长模型，一種凯恩斯主义经济增长模型。這個模型分別由罗伊·哈罗德與埃弗塞·多马贡献，是現代发展经济学最早的數理模型。

## 历史
1936年，凱恩斯經濟學的提出使得经济学爆发了“凯恩斯革命”。但是凯恩斯体系仍然是静态的，羅伊·哈羅德等人认为，需要使凯恩斯理论长期化、动态化。
1939年，羅伊·哈羅德在英国《经济学》杂志上发表論文《新动态理论》（An Essay in Dynamic Theory）；1948年，他在《新动态理论》论文的基础上写成了《动态经济学导论》一书。
1946年，埃弗塞·多马发表了论文《资本扩张、增长率和就业》，1947年他发表了论文《扩张与就业》。

## 模型内涵

### 表示法一
G = S/V 
G是经济增长率（dY/Y），S是资本积累率（储蓄率或投资率），V是产出－资本比。

### 表示法二
ΔY/Y = s ×ΔY/ΔK 
其中：Y——产出，ΔY——产出变化量，ΔY/Y——经济增长率；s——储蓄率；ΔK——资本存量K 的变化量。ΔY/ΔK——每增加一个单位的资本可以增加的产出，即资本（投资）的使用效率。
在模型中假设：储蓄等于投资，而投资又等于资本存量K 的变化量ΔK。可。见，经济增长率与储蓄率成正比。

### 表示法三
ΔY/Y = I/Y ×1/k = s/k
其中：s——储蓄率，k——资本边际系数，等于I/dY（投资/产出），假设为常数。

## 模型结论
1. 增长率随储蓄率增加而提高，随资本－产出比扩大而降低。
2. 经济的增长路径是不稳定的。

### 模型结论的解释
在完全就业条件下的增长稳定性取决于“人口增长率”gＮ、“实际经济增长率”gＡ和“有保证的经济增长率”gw之间的关系。

#### 完全稳定增长的条件
完全稳定增长的条件：gＡ＝gw＝gＮ　
- 此条件不能自发实现
- 若gＡ>gw，则实际资本－产出比低于投资者意愿的资本-产出比，投资会进一步增加，实际经济增长率进一步提高，直至达到劳动供应的极限
- 若gＡ<gw，则实际资本－产出比高于投资者意愿的资本-产出比，投资会降低，实际经济增长率降低，经济中出现失业

## 意义
该模型突出了发展援助在经济增长中的作用：通过提高投资（储蓄率）来促进经济增长——
1. 通过资本转移（发展援助）能够促进发展中国家的经济增长；
2. 发展援助通过技术转移降低资本边际系数（k），即提高资本生产率（1/k）来促进经济增长。

## 批评和评论
1. 模型假设一：储蓄能够有效地转化为投资；
2. 模型假设二：该国对外国的资本转移（发展援助）具有足够的吸收能力

但这两条假设在发展中国家常常不具备
1. 资本边际系数k不是常数，而且可以通过通货膨胀和景气来调控。

罗伯特·巴罗（Robert Barro）对此评论说：
尽管这些贡献在当时引发了大量的研究，但在今天的经济增长理论研究中，这些分析所起到的作用是非常有限的。
新古典經濟學派對這個模型提出許多批評，在1950年代推出索洛模型來取代它。